# 1. SC Znojmo
1. SC Znojmo is een Tsjechische voetbalclub uit de Moravische stad Znojmo. De club speelde één seizoen (2013/14) op het hoogste niveau in Tsjechië.

## Geschiedenis
De club is opgericht in 1953 als DSO Rudá hvězda Znojmo (Rode ster Znojmo). 1. SC Znojmo werd in het seizoen 2012/13 kampioen van de Fotbalová národní liga (het op een na hoogste niveau in Tsjechië). In het seizoen 2013/14 speelde de club in de Gambrinus liga waarin het als laatste eindigde. In 2019 zakte de club verder naar het derde niveau, de MSFL.

## Naamswijzigingen
- 1953 – DSO Rudá hvězda Znojmo (Dobrovolná sportovní organizace Rudá hvězda Znojmo)
- 1957 – fusie met TJ Jiskra Znojmo → naam ongewijzigd
- 1969 – TJ Rudá hvězda Znojmo (Tělovýchovná jednota Rudá hvězda Znojmo)
- 1989 – fusie met TJ Sokol Práče → TJ Rudá hvězda Znojmo-Práče (Tělovýchovná jednota Rudá hvězda Znojmo-Práče)
- 1990 – SKP Znojmo-Práče (Sportovní klub policie Znojmo-Práče)
- 1992 – SKP Znojmo (Sportovní klub policie Znojmo)
- 1993 – SKPP Znojmo (Sportovní klub pohraniční policie Znojmo)
- 1994 – fusie met TJ Sokol Rapotice → VTJ Znojmo-Rapotice (Vojenská tělovýchovná jednota Znojmo-Rapotice)
- 1995 – VTJ Znojmo (Vojenská tělovýchovná jednota Znojmo)
- 1999 – Fotbal Znojmo
- 2001 – fusie met FC Znojmo → 1. SC Znojmo FK (1. Sport Club Znojmo fotbalový klub)

## Erelijst
| Nationaal sinds 1993            |    |         |
| Kampioen Národní fotbalová liga | 1× | 2012/13 |